# Boaedon maculatus
Boaedon maculatus är en ormart som beskrevs av Parker 1932. Boaedon maculatus ingår i släktet Boaedon och familjen Lamprophiidae. Inga underarter finns listade i Catalogue of Life.
Arten förekommer i Somalia, Djibouti och Etiopien. Honor lägger ägg.